# AL-4101
La carretera provincial AL-4101 conecta Uleila del Campo con Sorbas en la provincia de Almería, comunidad autónoma de Andalucía, en España. 

## Orientación
Esta carretera comienza en la N-340a, en una rotonda cercana al Polígono Industrial de la localidad de Sorbas, y continúa 13 km y 100 m en sentido norte hacia su fin en un cruce con la A-1100 en la localidad de Uleila del Campo.

## Características
Esta carretera es de doble carril, uno en cada sentido. Cuenta con varios cruces hacia fincas y zonas rurales, pero su cruce más importante es el que la conecta con El Pilar (barriada de Lubrín), así como el de su fin, con la A-1100, a 0,1km de [Uleila del Campo.

## Administración
Esta carretera está administrada por la Diputación Provincial de Almería, y está recogida en el Anexo de la Red de Carreteras Provinciales e Intercomarcales de la Junta de Andalucía.
- Datos: Q25406150